# Ощивільк (Люблінське воєводство)
Ощивільк (пол. Oszczywilk) — село в Польщі, у гміні Рики Рицького повіту Люблінського воєводства.
Населення — 389 осіб (2011).
У 1975-1998 роках село належало до Люблінського воєводства.

## Демографія
Демографічна структура станом на 31 березня 2011 року:
|          | Загалом | Допрацездатний вік | Працездатний вік | Постпрацездатний вік |
| -------- | ------- | ------------------ | ---------------- | -------------------- |
| Чоловіки | 175     | 34                 | 119              | 22                   |
| Жінки    | 214     | 48                 | 114              | 52                   |
| Разом    | 389     | 82                 | 233              | 74                   |